# Michael Johan Christian Herbst
Michael Johan Christian Herbst (født 18. december 1775 i København, død 25. februar 1830 i Slagelse) var en dansk generalkrigskommissær og direktør for Den militære Klædefabrik, far til Adelgunde Vogt.
Han var søn af kommandør, senere viceadmiral Adolph Tobias Herbst og Anne Magdalene Rasch, blev 1792 student (privat dimitteret), 1795 cand. jur. og volontør i Rentekammerets sjællandske landvæsenskontor, 1798 2. kopist i jydske stifters kontor, 1799 kopist i General- Landøkonomi- og Kommercekollegiets konsulatkontor og 1800 konstitueret fuldmægtig. 1802 blev Herbst medadministrator ved Den kgl. danske Manufakturhandel og auskultant i nævnte kollegium, 1804 virkelig kommerceassessor, 1805 1. administrator, 1809 surnumerær kommitteret i kollegiet, 1810 virkelig justitsråd, 1811 medlem af direktionen for De militære Manufakturer i Danmark, 28. januar 1813 Ridder af Dannebrog, 1815 generalkrigskommissær og fik 1816 afsked ved General-Land-Økonomi- og Kommercekollegiets ophævelse.
Herbst blev 1809 medlem af Fabrikdirektionen, 1813 af Kommissionen vedr. Bedømmelse af den Sikkerhed, der af Vekseldebitorer tilbydes for Hamburger Banco og 1816 af Kommissionen til Undersøgelse af de under Økonomi- og Kommercekollegiet henhørende Fabrikkers eller Manufaktur-Indretningers Ophævelse, Indskrænkning eller Realisation til Fordel for den kgl. Kasse.
Han blev gift 11. marts 1804 i Holmens Kirke med Michelle Elisabeth Charlotte Christiane Stibolt (10. september 1788 i København – 31. december 1861 sammesteds), datter af kaptajn, senere kommandørkaptajn, kammerherre Andreas Henrik Stibolt og Christiane de Hemmer.